# Eddy Clarisse
Né le 27 mai 1972, Eddy Clarisse  est un joueur de badminton mauricien.

## Carrière
Il commence le badminton en 1987 pour terminer sa carrière en 2006 aux Jeux du Commonwealth à Melbourne.
Il compte trois participations aux Jeux olympiques ; la première à Barcelone en 1992, la deuxième à Atlanta en 1996 et la troisième à Sydney en 2000.
Il fut surtout champion d'Afrique en simple homme en 1992, 1994 et 1998, ainsi qu'en double hommes et au tournoi par équipes en 2000. Il compte aussi plusieurs participations aux championnats du monde et à la Thomas Cup.
Il totalise neuf médailles d'or aux Jeux des îles de l'océan Indien dont deux en simple homme en 1993 et 1998. Avec ses dix titres de champions de Maurice du simple messieurs et presque autant en double hommes, il reste jusqu'à présent le joueur le plus titré de cette petite île de l'océan Indien.
Aujourd'hui prof de tennis niveau 1 Fédération Internationale de Tennis, il entame en même temps des études pour devenir prof de golf (Professional Golfers Association) Afrique du Sud.